# Стадион крај Бистрице
Градски стадион у Никшићу или познатији као Стадион крај Бистрице је вишенаменски стадион у Никшићу. Тренутно се највише користи за фудбалске утакмице, а домаћи терен је фудбалском клубу Сутјеска. Отворен је 1982. године, а капацитет стадиона је 6.180 седећих места.